# 岳塘区

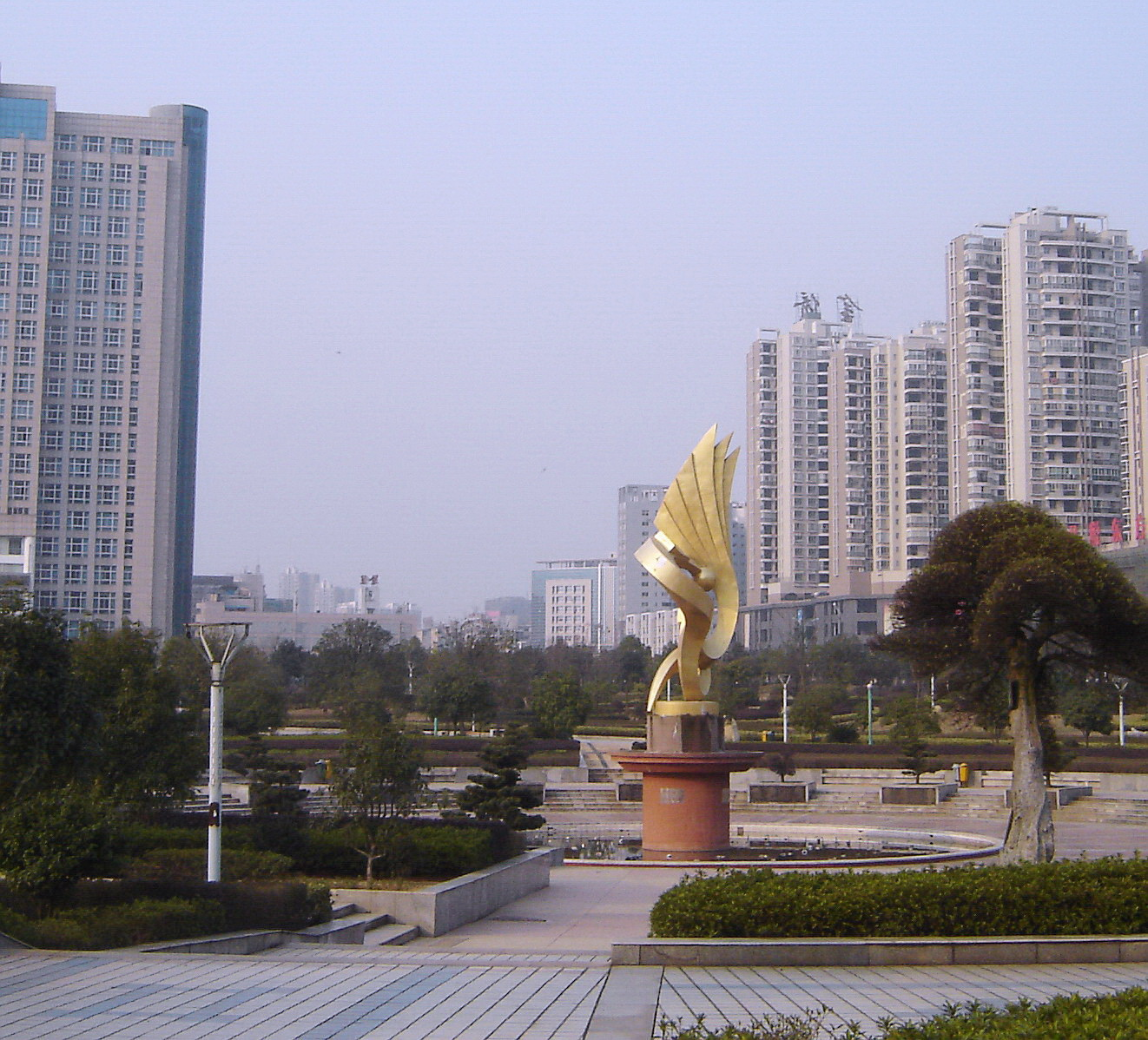

岳塘区是湖南省湘潭市的市辖区，位于湘潭城区东部即湘江以东地区，北与长沙市雨花区和天心区接壤，东邻株洲市石峰区和天元区，西面与雨湖区隔江相望，南接湘潭县。岳塘全区总面积206平方公里，常住总人口約49万人，区人民政府駐板塘大道81号。

## 历史沿革
现在的岳塘区成立1992年6月25日。1992年6月，湘潭市区划进行了重新调整（民行批[1992]64号），撤销湘潭市雨湖区、湘江区、岳塘区、板塘区、郊区，以湘江为界设立雨湖区、岳塘区，湘江以东为岳塘区，岳塘区辖原板塘区（社建村办事处、建设路办事处、五里堆办事处、易家湾办事处、马家河办事处、滴水埠办事处），原岳塘区（书院路办事处、下摄司办事处、中洲路办事处、岳塘办事处、东坪办事处），原郊区的霞城、宝塔、板塘、荷塘、昭山5个乡和仰天湖、红旗农场。

## 行政区划
岳塘区下辖11个街道办事处、1个镇：
岳塘街道、东坪街道、书院路街道、下摄司街道、建设路街道、五里堆街道、宝塔街道、霞城街道、荷塘街道、双马街道、板塘街道和昭山镇。

## 人口
根据(湖南省)湘潭市第七次全国人口普查公报显示：岳塘区常住人口为483762人，男性人口占比50.66%，女性人口占比49.34%，年龄结构中0-14岁占比13.11%，15-59岁占比67.57%，60岁以上占比19.32%，65岁以上占比14.22%。

## 政治

### 现任领导
| 机构     | 岳塘区人民政府 县长 | · 中国共产党 · 岳塘区委员会 · 书记 | 岳塘区人民代表大会 常务委员会 主任 | · 中国人民政治协商会议 · 岳塘区委员会 · 主席 |
| -------- | ------------------- | ---------------------------------- | ---------------------------------- | -------------------------------------------- |
| 姓名     | 周赏玲              | 曾志君                             | 颜谦                               | 周中秋                                       |
| 民族     | 汉族                | 汉族                               | 汉族                               | 汉族                                         |
| 出生地   | 湖南省湘乡市        | 湖南省邵东市                       | 不明                               | 湖南省韶山市                                 |
| 出生日期 | 1978年1月（47歲）   | 1971年1月（54歲）                  | 不明                               | 1970年8月（54歲）                            |
| 就任日期 | 2021年10月29日      | 2021年7月                          | 2021年10月29日                     | 2021年10月27日                               |